# Storöratjärnen, Härjedalen
Storöratjärnen är en sjö i Härjedalens kommun i Härjedalen och ingår i Ljusnans huvudavrinningsområde. Sjön har en area på 0,058 kvadratkilometer och ligger 671,5 meter över havet.

## Delavrinningsområde
Storöratjärnen ingår i det delavrinningsområde (691995-135054) som SMHI kallar för Inloppet i Stor-Grucken. Medelhöjden är 706 meter över havet och ytan är 8,78 kvadratkilometer. Räknas de 7 avrinningsområdena uppströms in blir den ackumulerade arean 25,92 kvadratkilometer. Gruckan som avvattnar avrinningsområdet har biflödesordning 2, vilket innebär att vattnet flödar genom totalt 2 vattendrag innan det når havet efter 366 kilometer. Avrinningsområdet består mestadels av skog (98 procent). Avrinningsområdet har 0,16 kvadratkilometer vattenytor vilket ger det en sjöprocent på 1,8 procent.